# Миклашевський Олександр Іванович
Олександр Іванович Миклашевський — цивільний інженер та архітектор. В метричних книгах - ім'я Олексій. Чому в статтях зазначено "Олександр" - питання.
Працював молодшим архітектором у будівничому відділі Катеринославського губернського правління з кінця 1890-х до середини 1910-х років.
Олександр Миклашевський був цивільним інженером будівництва Катеринославського головпоштамту петербурзького архітектора В. Бочарова, а також виконав проект інтер'єру операційного залу. Міський Головний поштамт (проспект Дмитра Яворницького, 62) «поштово-телеграфної контори» зведений у 1904-05 роках біля її старої будівлі середини 19 сторіччя.
Спроектував у 1906 році й звів у 1907-13 роках церкву Казанської Божої Матері (Казанська церква). Було прийняте рішення про зведення церкви Вознесіння Господня. Побудована у 1907-13 роках у горі Казанської вулиці (сучасна вулиця Михайла Грушевського) у половицькій околиці Млини. Сюди була доведена трамвайна лінія (сучасний маршрут № 4). Висота будівлі — 43 метри. Зруйнована більшовиками.
Авторства Олександра Миклашевського зведений у 1908 році Будинок Тайцліна (Старокозацька вулиця, 25) на розі Першозванівської (вулиця Короленко) й Козацької (Старокозацька вулиця). На першому поверсі містилася губернська Казенна палата та декілька аптек.